# Máy nhắc chữ

Schematic representation:
(1) Video camera; (2) Tấm che; (3) Màn hình video; (4) Kính trong hoặc dụng cụ lọc tia; (5) Hình từ chủ thể; (6) Hình từ màn hình video

Máy nhắc chữ (tiếng Anh: Teleprompter) là một thiết bị hiển thị nhắc nhở người phát biểu bằng với một văn bản hay diễn văn trình bày dưới dạng văn bản hiển thị điện tử. Sử dụng máy nhắc chữ tương tự như sử dụng thẻ nhắc chữ. Màn hình trước mặt, và thường là dưới, ống kính của một máy ảnh video chuyên nghiệp, và dòng chữ trên màn hình được phản ánh vào mắt của người trình bày cách sử dụng một tấm kính trong hoặc một bộ tách chùm tia được chuẩn bị đặc biệt. Ánh sáng từ người thuyết trình đi qua mặt trước của kính vào ống kính, trong khi một màn che bao quanh ống kính và mặt sau của kính để chặn ánh sáng không mong muốn xâm nhập vào ống kính.
Máy nhắc chữ giúp các MC truyền hình và các diễn giả có thể dẫn chương trình lưu loát trước ống kính máy quay mà không cần cầm theo kịch bản dưới dạng bản in.
Máy nhắc chữ ra đời từ thập niên 1950. Thiết bị này được chế tạo và sản xuất hàng loạt bởi TelePrompter Corporation. Mục đích ban đầu của thiết bị này là giúp những biên tập viên truyền hình có thể nói trôi chảy trước ống kính máy quay mà không cần mất thời gian học thuộc lòng, hay cầm văn bản trên tay. Cấu tạo của thiết bị này khá đơn giản, gồm một hệ kính phản quang tích hợp với máy quay.
Năm 1952, Tổng thống Hoa Kỳ Herbert Hoover lần đầu sử dụng máy nhắc chữ cho bài diễn văn của mình tại Chicago.
Năm 1954 Dwight Eisenhower là vị tổng thống Mỹ đầu tiên sử dụng máy nhắc chữ cho một bài diễn văn đọc trước Quốc hội Mỹ.. Sau đó, thiết bị này nhanh chóng phổ biến rộng rãi trong giới chính trị gia, những người thường xuyên phải nói trước công chúng và lên sóng truyền hình.
Ngày nay, máy nhắc chữ không còn ở dạng cơ khí như trước. Thiết bị này được số hoá nhờ vào những công nghệ điện tử, giúp soi chiếu trực tiếp các dòng chữ lên trên mặt kính. Tốc độ, kích cỡ chữ, màu chữ đều có thể được tuỳ chỉnh thông qua phần mềm.